# Miguel Bossio
Miguel Angel Bossio Bastianini (20 lutego 1960) – piłkarz urugwajski, pomocnik (rozgrywający). Wzrost 183 cm, waga 78 kg.
Bossio rozpoczął karierę piłkarską w klubie Racing Montevideo. Następnie grał w klubach Sud América Montevideo i CA Peñarol. Wraz z Peñarolem sięgnął po największe sukcesy na arenie międzynarodowej - wygrał turniej Copa Libertadores 1982, a następnie zdobył Puchar Interkontynentalny. Dotarł także do finału Copa Libertadores 1983 i do półfinału Copa Libertadores 1985. Trzykrotnie sięgał po mistrzostwo Urugwaju - w 1981, 1982 i 1985.
W reprezentacji Urugwaju zadebiutował 27 października 1983 w wygranym 2:0 meczu z Brazylią - był to pierwszy finałowy mecz w ramach Copa América 1983. Bossio zagrał w tym spotkaniu ostatnie 5 minut. Wystąpił także w ostatnich kilku minutach rewanżu w Salvador na Estádio Fonte Nova, gdzie po remisie 1:1 Urugwaj został najlepszą drużyną reprezentacyjną Ameryki Południowej.
Bossio wziął udział w finałach mistrzostw świata w 1986 roku, po których zakończył reprezentacyjną karierę. W meksykańskim mundialu Urugwaj dotarł do 1/8 finału, a Bossio zagrał w trzech meczach - dwóch grupowych z Niemcami i Danią, oraz z Argentyną. W meczu z Danią otrzymał czerwoną kartkę.
W 1986 przeniósł się do Argentyny, a stąd do Hiszpanii, gdzie grał w klubach Valencia CF i Sabadell.
Od 1983 do 16 czerwca 1986 Bossio rozegrał w reprezentacji Urugwaju 30 meczów i zdobył 1 bramkę